# Bécasseau violet
Calidris maritima
Espèce
Statut de conservation UICN

 LC  : Préoccupation mineure
Le Bécasseau violet (Calidris maritima) est une espèce d'oiseaux limicoles de la famille des Scolopacidae.

## Description

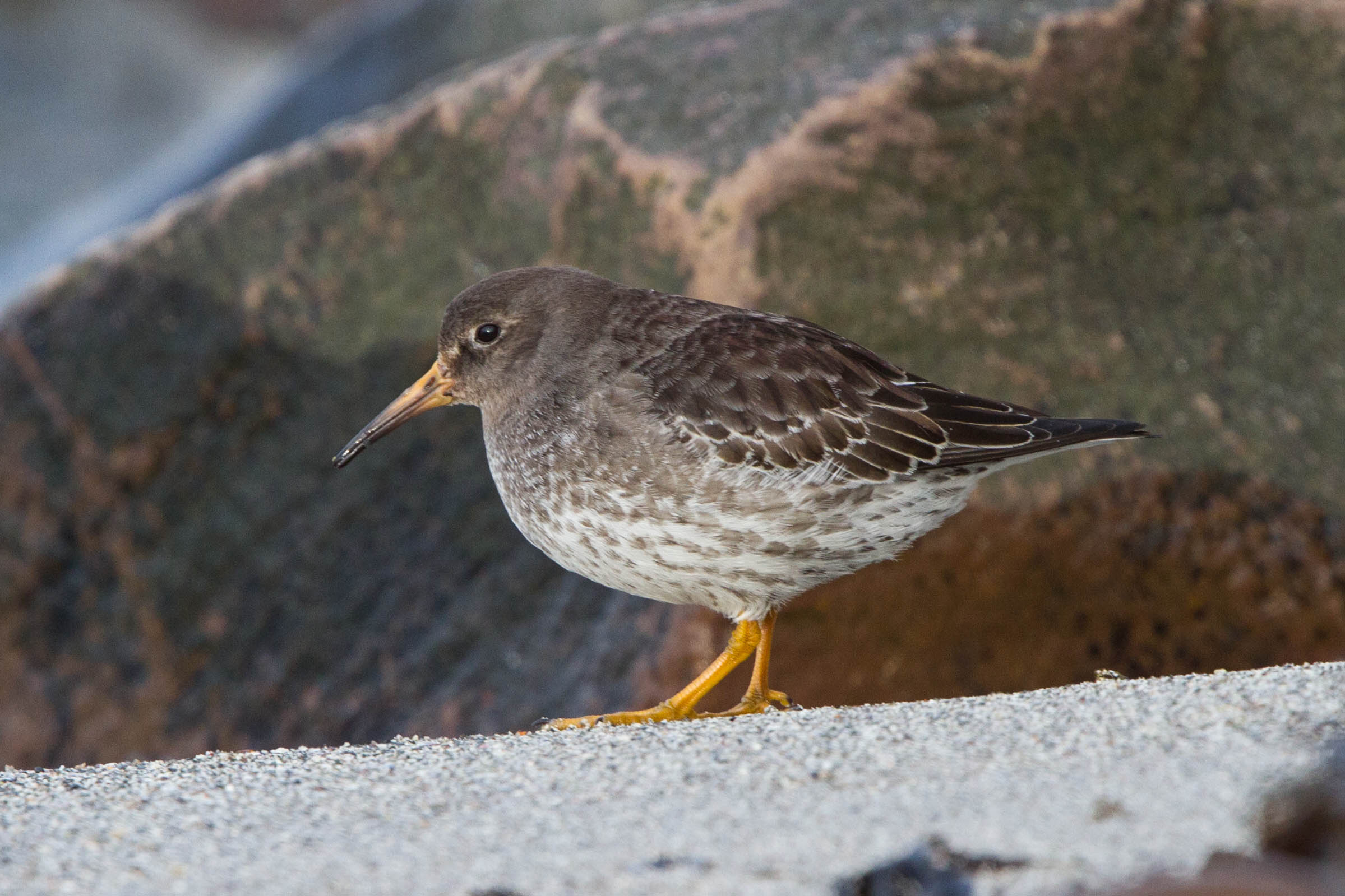
Vue rapprochée d'un bécasseau violet.

### Mensurations
C'est un petit oiseau limicole qui mesure de 20 à 22 cm de longueur en moyenne,, taille normale pour un bécasseau. Son envergure est d’environ 42 cm pour une masse moyenne de 70 g pour le mâle et 90 g pour la femelle (en fait, de 50 à 105 g).

### Aspect général
C'est un bécasseau trapu, assez sombre sur le dessus, clair dessous, au bec long et fin, légèrement arqué vers le bas, à la base orangée et au bout plus sombre. Les pattes sont courtes, jaunes à ocre-brun.

## Biologie et comportement

### Alimentation

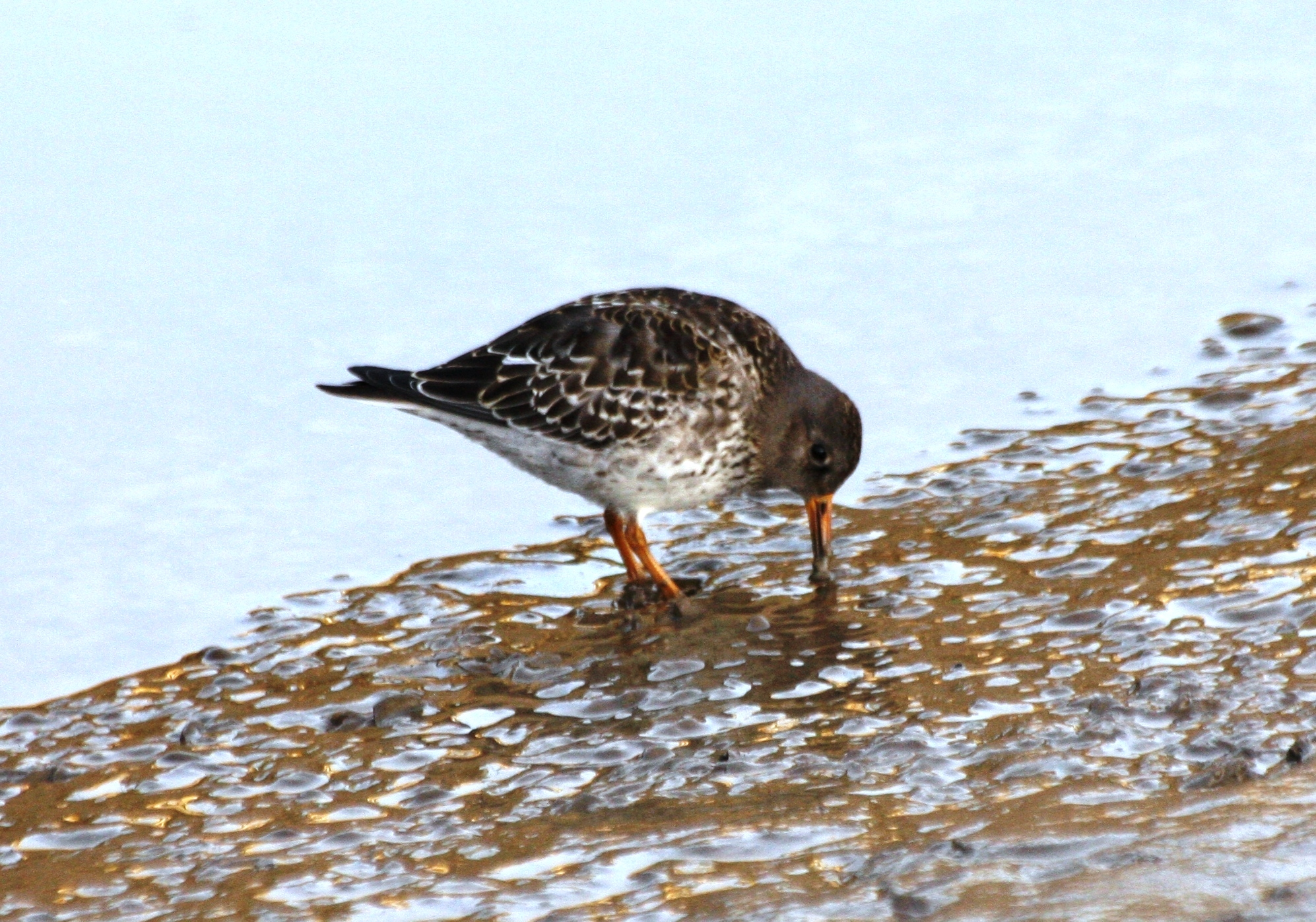
Bécasseau violet se nourrissant dans une vasière en Norvège.

Cet oiseau limicole retourne plantes aquatiques et algues déposées sur les rives vaseuses ou explore les trous de terriers dans la vase, à la recherche de petits mollusques et crustacés, notamment de Littorines, Hydrobies, Balanes et Gammares sur les rives marines, ou d'insectes et de cloportes en milieu plus continental,

### Reproduction

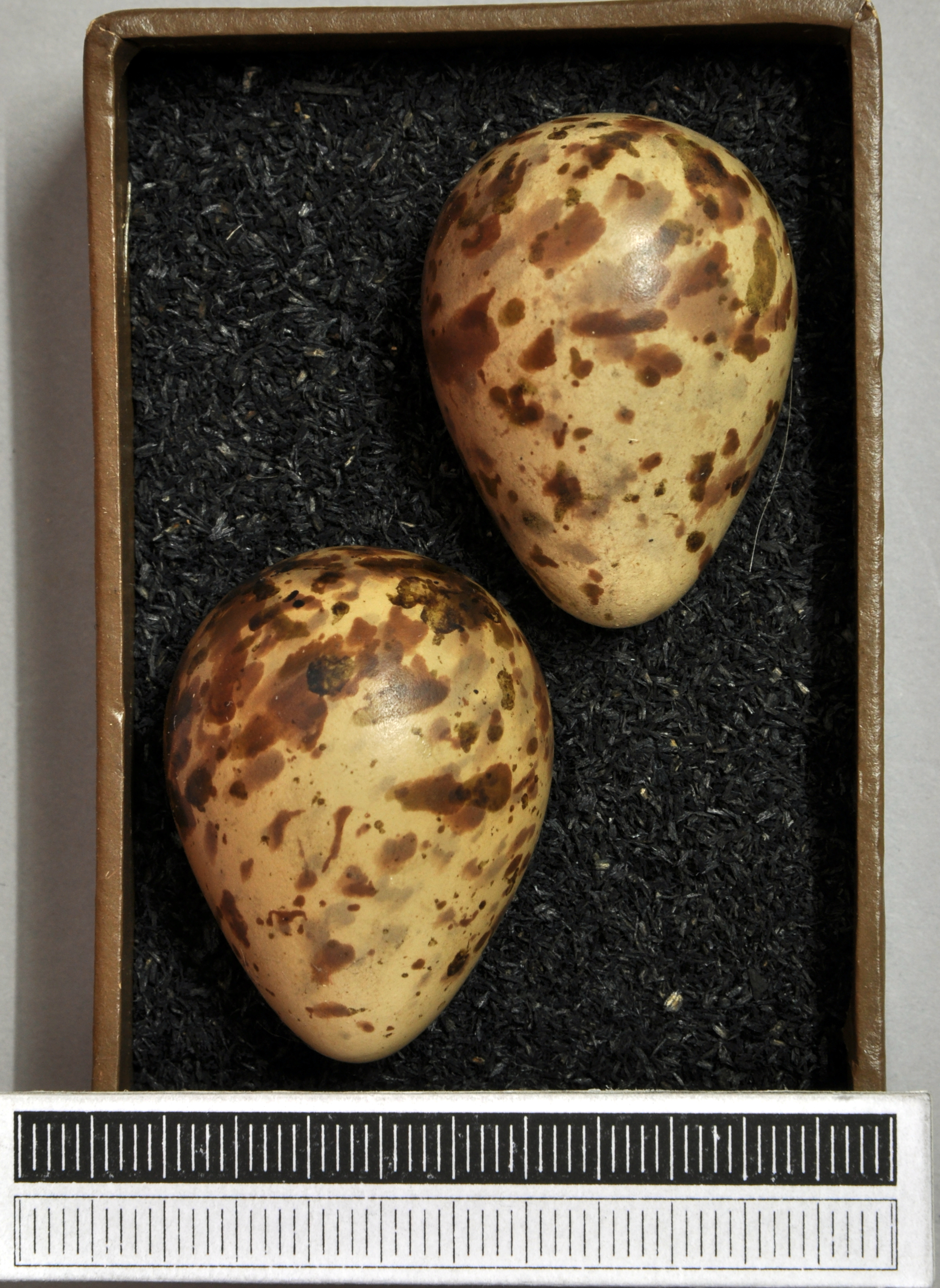
Œufs de bécasseau violet.

## Répartition

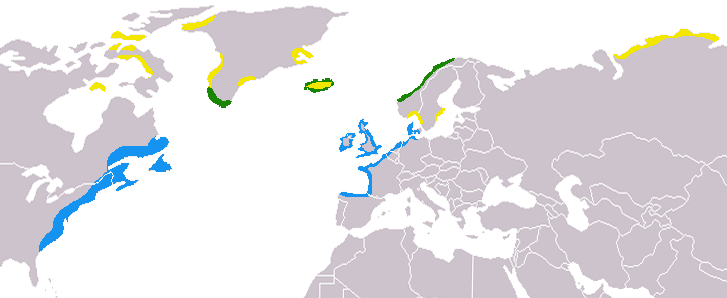
En vert foncé : zone d'habitat permanent ; en bleu : zone d'hivernage ; en jaune : zone de nidification

Le bécasseau violet niche dans les régions arctiques (de part et d'autre de l'Atlantique Nord) et en Scandinavie ; il hiverne sur les côtes de l'ouest de l'Europe et de l'est de l'Amérique du Nord.

## Protection
Le Bécasseau violet bénéficie d'une protection totale sur le territoire français depuis l'arrêté ministériel du 17 avril 1981 relatif aux oiseaux protégés sur l'ensemble du territoire. Il est donc interdit de le détruire, le mutiler, le capturer ou l'enlever, de le perturber intentionnellement ou de le naturaliser, ainsi que de détruire ou enlever les œufs et les nids, et de détruire, altérer ou dégrader son milieu. Qu'il soit vivant ou mort, il est aussi interdit de le transporter, colporter, de l'utiliser, de le détenir, de le vendre ou de l'acheter.

## Sous-espèces
D'après Alan P. Peterson, cette espèce est constituée des trois sous-espèces suivantes :
- Calidris maritima belcheri  Engelmoer & Roselaar 1998 ;
- Calidris maritima littoralis  (C.L. Brehm) 1831 ;
- Calidris maritima maritima  (Brunnich) 1764.